# برونو مزينغا
برونو مزينغا (بالبرتغالية: Bruno Mezenga‏) (8 أغسطس 1986 بنيتيروي في البرازيل - ) هو لاعب كرة قدم برازيلي في مركز الهجوم. شارك مع منتخب البرازيل تحت 17 سنة لكرة القدم. أما مع النوادي، فقد لعب مع أوردو سبور والنجم الأحمر بلغراد وليغيا وارسو ونادي بلدية آكهيسار سبور ونادي فلامنغو ونادي ماكاي ورابطة وارسو ‏ ونادي فورتاليزا.

## وصلات خارجية
- برونو مزينغا على موقع اتحاد تركيا (لاعب) (الإنجليزية)
- برونو مزينغا على موقع قاعدة بيانات كرة القدم.إي يو (الإنجليزية)
- برونو مزينغا على موقع Soccerway.com (الإنجليزية)
- برونو مزينغا على موقع عالم كرة القدم.نت (الإنجليزية)